# Cúchulainn

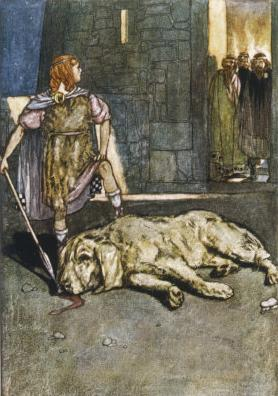
Cúchulainn

Cúchulainn (czasem też Cú Chulainn, kuːˈxʊlˠɪnʲ) – wojownik, bohater z mitologii irlandzkiej, śmiertelnik często czczony przez Irlandczyków. Według jednego mitu, opowieści o Cúchulainnie pozostawały w całkowitym zapomnieniu, aż w siódmym wieku przywrócił je do życia bard o imieniu Sechan Torpeist.
Ojcem Cúchulainna był albo Lugh, albo Sualtam. Wiele spośród opowieści o nim można znaleźć w pisanej prozą opowieści epickiej Táin Bó Cuailnge (Pędzenie Bydła w Cooley, ang. The Cattle Raid of Cooley), stanowiącej tekst książki Lebor na hUidre (Księga z Dun Cow, ang. Book of the Dun Cow) i średniowiecznej Żółtej Księgi Lecan (ang. Yellow Book of Lecan).
Niewykluczone, że jego pierwowzorem było jakieś bóstwo solarne. Jego magiczna włócznia nazywała się Gae Bulg.
Zgodnie z Compert Culainn, Cúchulainn dostał po urodzeniu imię Sétanta. Jego matką była Dechtere, a ojcem Lugh, Sualtam albo jętka. Zmienił imię po tym, gdy przez przypadek, nieostrożnie obchodząc się ze sliotarem, zabił psa stróżującego należącego do kowala o imieniu Culann. Cúchulainn zajął miejsce psa i pilnował przełęczy w Ulsterze; jego imię oznacza Pies (irl. cú) Culanna.
O przygodach Cúchulainna opowiadają mity zwane cyklem ulsterskim.

## Legendy

### Narodziny
Istnieje wiele wersji historii o narodzinach Cúchulainna. W najnowszej wersji Compert C(h)on Culainn ("The Conception of Cú Chulainn"), jego matka Deichtine (Dechtere) jest córką i woźnicą Conchobara mac Nessa, króla Ulsteru, i towarzyszy jemu oraz innym szlachcicom w polowaniu na magiczne ptactwo. Gdy zaczyna padać śnieg znajdują schronienie w pobliskim domostwie. Deichtine asystuje przy porodzie żony gospodarza. W tym samym czasie klacz wydaje na świat dwa źrebaki. Następnego dnia szlachcice budzą się na Newgrange (neolityczne wzniesienie w hrabstwie Meath). Dom i jego mieszkańcy zniknęli, pozostały jedynie źrebięta i noworodek. Deichte postanawia zabrać chłopca i wychować go jak własne dziecko, jednak chłopiec choruje i umiera niedługo później. Tej samej nocy objawia się jej bóg Lug, który mówi jej że urodzi syna, którego ma nazwać Sétanta. Jej ciąża przeradza się w skandal gdyż w tym czasie jest obiecana Sualtamowi mac Róich. Conchobar jest podejrzewany o bycie ojcem i dochodzi do aborcji. Deichte wychodzi później za mąż i rodzi syna, którego nazywa Sétanta.
W późniejszej i lepiej znanej wersji Compert Con Culainn, Deichtine jest siostrą Conchobara, i znika z Fort Navan, stolicy Ulsteru. Tak jak w poprzedniej wersji, mężczyźni Ulsteru wyruszają na polowanie magicznych ptaków i zostają na noc w obcym domostwie aby uniknąć śnieżycy. Ich gospodarzem jest Lug, członek Tuatha Dé Danann, jednak tym razem Deichtine to jego żona, która tej nocy wydaje na świat syna Setanta.
Szlachcice z Ulsteru debatowali, który z nich powinien zajmować się Setantą. Morann sugeruje aby więcej niż jedna osoba zajęła się wychowaniem chłopca. Tak oto zostają wybrani: Conchobar; Sencha mac Ailella, który nauczy go elokwentnej mowy; bogaty Blai Bringu, który będzie go chronił i zapewniał; szlachetny wojownik Fergus mac Róich, który nauczy go obrony słabszych; poeta Amergin, który będzie go edukował oraz jego żona Findchóem, która będzie go karmić. Setanta dorasta w domu Amergina i Findchóem wraz z ich synem Conallem Cernach.
Obecnie miasto Dundalk w hrabstwie Louth, gdzie wychował się Setanta, posiada motto Mé do rug Cú Chulainn cróga „Narodziłam mężnego Cúchulainna”.

### Dzieciństwo

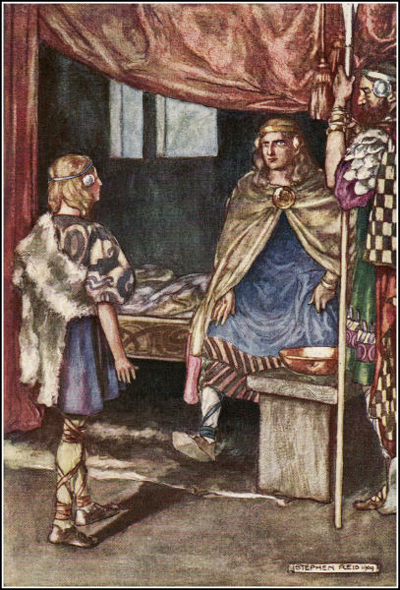
"Cuchulain Desires Arms of the King", ilustracja autorstwa Stephena Reid w The Boys' Cuchulain, Eleanor Hull 1904

Historie z dzieciństwa Cúchulainna są opisane w formie retrospekcji w Táin Bó Cúailnge. Jako małe dziecko, żyjąc w domu swoich rodziców prosi o zgodę na dołączenie do grupy chłopięcej w Emain Macha. Nie otrzymawszy zezwolenia od rodziców wyrusza tam samodzielnie i napotyka na grupę grających chłopców. Sétanta dołącza się do gry nie wiedząc iż jako gościowi przysługuje mu prawo do ochrony. Chłopcy wykorzystują jego niewiedzę i atakują go, jednak ma on ze sobą ríastrad i pokonuje ich w walce. Conchobar przerywa bójkę.
Kowal Culann zaprasza Conchobara na ucztę w jego domu. Przed przybyciem, Conchobar zmierza na pole gdzie chłopcy graję w Hurling. Mężczyzna jest pod wrażeniem umiejętności Sétanty i proponuje mu dołączenie do uczty. Sétanta godzi się na zaproszenie i obiecuje przyjście po skończeniu gry. Gdy pojawia się na miejscu atakuje go pies Culanna. Zmuszony do obrony, chłopiec zabija go. Culann jest załamany stratą obrońcy gospodarstwa i Sétanta obiecuje mu wyszkolenie nowego psa. W międzyczasie on sam ma pełnić straż nad domem Kowala. Tego dnia druid Cathbad nadaje mu nowe imię: Cúchulainn.
Jednego dnia w Emain Macha, Cúchulainn podsłuchuje Cathbada gdy ten naucza swoich podopiecznych. Jeden z nich pyta o znaczenie obecnego dnia. Cathbad udziela mu odpowiedzi mówiąc, iż każdy wojownik, który tego dnia posiądzie nową broń zyska wieczną sławę. Pomimo iż ma tylko siedem lat, Cúchulainn postanawia prosić o nie Conchobara. Żadna z ofiarowanych broni nie wytrzymuje siły młodzieńca aż do momentu, w którym Conchobar daje mu swoją własną. Widząc to Cathbad rozpacza gdyż nie dokończył swojej przepowiedni – wojownik, który tego dnia posiądzie broń będzie sławny, jednak jego życie będzie krótkie. Wkrótce potem, Cúchulainn w reakcji na kolejną przepowiednię druida, prosi o karocę i wyrusza na wyprawę, podczas której zabija trzech synów Nechtana Scénea, który chełpił się, iż zabił więcej Ulsterczyków niż obecnie wciąż żyje. Cúchulainn powraca będąc wciąż pod wpływem szału bojowego, powodując strach mieszkańców o własne życie. Mugain, żona Conchobara, wyprowadza kobiety Emain, które obnażają swoje piersi. Cúchulainn odwraca wzrok i w ten sposób mężczyznom udaje się go uspokoić wrzucając go po kolei do trzech beczek z zimną wodą; Pierwsza z nich wybucha pod wpływem temperatury jego ciała, w drugiej woda się zagotowuje zaś w trzeciej jedynie nagrzewa do przyjemnej temperatury.

### Emer i trening Cúchulainna

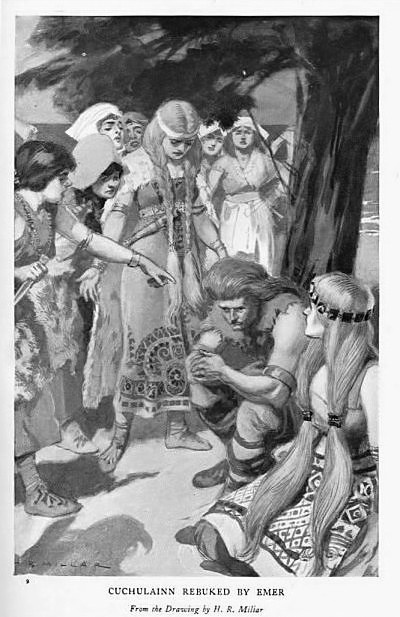
Ilustracja przedstawiająca Cuchulainna i Emer wykonana przez Harold Robert Millar, opublikowana w Celtic Myth and Legend ("Celtyckie Mity i Legendy") autorstwa Charlesa Squire (1905)

W młodości Cúchulainn jest tak piękny, że Ulsterczycy obawiają się, że bez własnej żony może on ukraść ich małżonki oraz zdeprawować ich córki. Rozpoczyna się poszukiwanie odpowiedniej niewiasty, jednak Cúchulainn pragnie jedynie Emer, córki Forgalla Monach. Forgall nie zgadza się na związek i sugeruje, aby młodzieniec wyruszył na trening do Szkocji pod okiem wojowniczki Scáthach. Ma nadzieję iż Cúchulainn nie przeżyje szkolenia i nie powróci po rękę jego córki. Cúchulainn podejmuje wyzwanie i wyrusza do Dún Scáith (Fortrecy cieni) na wyspie Skye. W międzyczasie Forgall obiecuję rękę Emer Królowi Munster – Lugaidowi mac Nóis, jednak ten odmawia dowiedziawszy się, że Emer kocha Cúchulainna.
Scáthach naucza Cúchulainna wszystkich sztuk wojennych, wliczając w to posługiwanie się Gáe Bulg. Wraz z nim trenuje Ferdiad, który zostaje jego najlepszym przyjacielem, bratem przyrodnim i możliwie kochankiem W tym czasie Scáthach przygotowuje się do bitwy z Aife, jej rywalką i według niektórych źródeł – siostrą bliźniaczką. Scáthach, znając siłę Aify, postanawia dać Cúchulainnowi eliksir nasenny by uchronić go przed walką. Z powodu nadnaturalnej siły młodzieńca eliksir usypia go tylko na godzinę i wkrótce dołącza on do bitwy. Podczas walki z wojowniczką udaje mu się ją rozproszyć mówiąc iż jej konie i karoca spadły z klifu. Trzymając miecz do jej gardła zgadza się ją oszczędzić jeśli zaprzestanie walki z Scáthach i spłodzi mu syna.
Pozostawiając za sobą ciężarną Aife, Cúchulainn powraca do Irlandii jednak Forgall wciąż odmawia mu ręki Emer. W złości Cúchulainn napada na zamek Forgalla zabijając 24 strażników, porywając Emer i kradnąc jego skarb. Conchobar posiada "prawo pierwszej nocy" jednak obawia się reakcji Cúchulainna. Dochodzi do kompromisu, w którym Conchobar śpi z Emer w noc poślubną jednak Cathbad leży między nimi.

### Cúchulainn zabija swojego syna
Osiem lat później, Connla, syn Cúchulainna z Aife, przybywa do Irlandii w poszukiwaniu swojego ojca. Gdy odmawia zdradzenia swojej tożsamości, Cúchulainn zabija go. Po usłyszeniu ostatnich słów syna, w których zdradził pragnienie by wspólnie zanieść "flagę ulster do wrót Rzymu i dalej", Cúchulainn popada w żałobę zdając sobie sprawę ze swojej pomyłki.

### Lugaid i Derbforgaill
W czasie jednej ze swoich zagranicznych wypraw, Cúchulainn ratuje Skandynawską księżniczkę Derbforgaill, która miała być złożona w ofierze Fomorianom. Derbforgaill zakochuje się w nim i wyrusza ze swoją służebnicą do Irlandii w formie łabędzi aby go odnaleźć. Cúchulainn nie rozpoznaje jej i rani ją kamieniem wystrzelonym z procy. By ją uratować wysysa kamień z jej rany, kosztując przy tym jej krew, przez co nie może jej poślubić. Cúchulainn postanawia oddać Derbforgaill Lugaidowi, który później zostaje Wielkim królem Irlandii. Gdy Derbforgaill zostaje okaleczona i zabita przez Ulsterskie kobiety podczas wyzwania by udowodnić swoją atrakcyjność, Lugaid umiera z żalu i Cúchulainn w gniewie niszczy dom, w którym znajdują się sprawczynie, zabijając 150 z nich.

### Uprowadzenie byków z Cooley

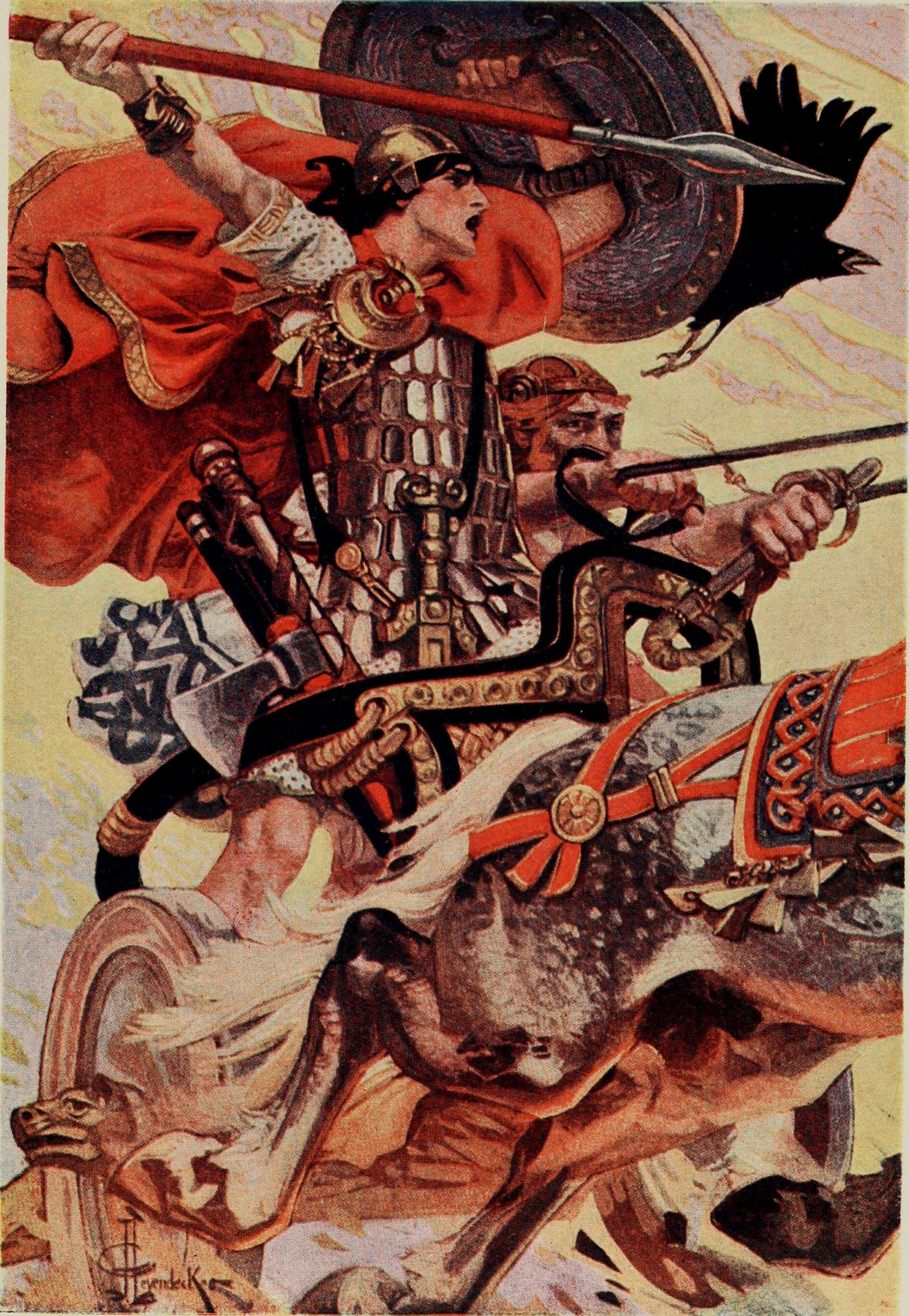
"Cuchulain w bitwie", ilustracja autorstwa J.C.Leyendecker w T.W. Rolleston’s Myths & Legends of the Celtic Race, 1911

Główny artykuł: Táin Bó Cúailnge

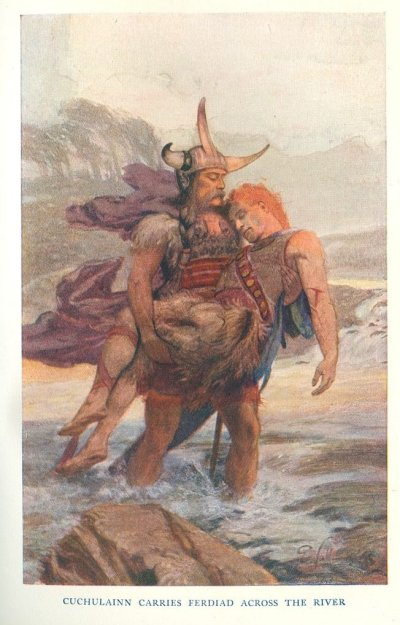
"Cuchulainn niesie Ferdiada na drugą stronę rzeki", ilustracja autorstwa Ernesta Wallcousins z Charles Squire, Celtic Myths and Legends, 1905

W wieku siedemnastu lat, Cúchulainn samodzielnie prowadzi obronę Ulster przed atakiem armii z Connacht, który został zaplanowany przez królową Medb w celu kradzieży legendarnego byka z Cooley -Donn Cuailnge. Cúchulainn daje się zaskoczyć atakowi gdyż w czasie gdy powinien strzec granicy, spędza noc z kobietą. W ten sposób Cúchulainn jako jedyny unika klątwy, która wywołuje u reszty wojowników bóle porodowe. By uniknąć bitwy, Cúchulainn powołuje się na prawo do walki z wybranym przez Medb reprezentantem. Pojedynki trwają miesiącami gdyż żaden z wojowników nie jest w stanie pokonać Cúchulainna.
Po jednym ze szczególnie zaciekłych pojedynków Cuchulainn zostaje odwiedzony przez Luga, który leczy jego rany i mówi mu że jest jego ojcem. Po przebudzeniu odkrywa iż oddziały chłopięce z Emain Macha zostały zamordowane w walce, w tym momencie wpada w szał bojowy i zabija setki przeciwników.
Gdy opiekun Cuchulainna – Fergus mac Róich zostaje wysłany przez Medb, by stawić mu czoła. Cuchulainn postanawia się wycofać w zamian za obietnicę, iż Fergus zrobi to samo gdy spotkają się następnym razem. Przed ostateczną bitwą dochodzi do trzydniowego pojedynku Cuchulainna z Ferdiadem – jego najlepszym przyjacielem i bratem przyrodnim, w wyniku którego Ferdiad umiera. Zasmucony śmiercią przyjaciela, który został zmuszony do walki poprzez podstęp Królowej, Cúchulainn przenosi Ferdiada na drugi brzeg rzeki, by ten nie musiał umierać na stronie wroga.
Gdy dochodzi do ostatecznej bitwy, Fergus dotrzymuje danego słowa i wycofuje się z walki przez co Medb jest zmuszona do odwrotu. Podczas ucieczki królowa dostaje okresu i w tym niefortunnym momencie zostaje zatrzymana przez Cuchulainna, który decyduje się oszczędzić jej życie i zapewnić jej bezpieczny odwrót.

## Ojciec Cúchulainna
Istnieją trzy wersje pochodzenia Cúchulainna:
1. Dechtere połknęła jętkę; zaszła przez to w ciążę, poczęła i urodziła Cúchulainna,
2. jego ojcem był Sualtam,
3. jego ojcem był Lugh; jego dusza spłodziła Cúchulainna; Dechtere zwymiotowała go (zamiast urodzić), powołując go do życia i jednocześnie zachowując dziewictwo.

## Scathach i Fergus
Wojownicza bogini Scathach uczyła Cúchulainna sztuki walki na Wyspie Cienia (ang. Isle of Shadow). Został przywódcą Czerwonej Gałęzi (ang. Red Branch). Fergus, który również był jego nauczycielem, został jego ojcem zastępczym.

## Ukochane
Miał wiele narzeczonych, w tym: Aife, Emer oraz 'kobietę elfów’ o imieniu Fand. Aife urodziła mu jego jedynego syna, któremu nadali imię Connla.

### Fand
Fand była małżonką Manannana, który ją porzucił. Została napadnięta przez trzech Fomorian walczących o władzę nad Morzem Irlandzkim. Cúchulainn zgodził się jej bronić, ale pod warunkiem, że ona wyjdzie za niego. Zgodziła się (choć niechętnie), jednak gdy się spotkali, zakochali się w sobie nawzajem.
Manannan wiedział, że ich związek jest skazany na porażkę, bo Cúchulainn był śmiertelnikiem a Fand z rodu elfowego. Obecność Cúchulainna mogłaby zniszczyć elfy; Manannam wymazał Fand z pamięci Cúchulainna, a jego – z jej.

### Emer
Emer zgodziła się spędzić noc z Cúchulainnem, o ile wykona on wiele trudnych zadań. Uważała, że skoro jest bardzo piękna, to jest tego warta. Cúchulainn przystał na jej warunki.

### Aife i Connla
Cúchulainn otrzymał swoją włócznię zwaną Gae Bulg od Aife z Alby. Niechcący zabił nią swojego syna, Connla.

## Cúchulainn w walce
W bitwie Cúchulainn był praktycznie niepokonany dzięki swojej włóczni, która śpiewała, żądając krwi wrogów, oraz z powodu szału bojowego. Ten szał powodował, że skóra wywracała mu się na lewą stronę, oczy cofały się w głąb jego czaszki, a włosy się jeżyły, zaś na ich koniuszkach pojawiały się krople krwi. W tym przeraźliwym stanie atakował kogo popadnie. Opis tego spazmu przemiany został zilustrowany w wydanym przez 2000 AD komiksie zatytułowanym Slaine, na przykładzie głównego bohatera (który go przechodzi).

## Śmierć bohatera
Bohater, całkiem sam, powstrzymał wrogie wojska królowej Maeve z Connachty podczas Wojny o Brązowego Byka. Jego ludzie w tym czasie spali. Cúchulainn przywiązał się do drzewa, aby móc ustać. Maeve przekonała jego najlepszego przyjaciela Ferdiada, aby go zdradził i walczył przeciw niemu po jej stronie. Ferdiad został zabity w walce przy pomocy Gae Bulg. Inna wersja tej historii mówi, że Cúchulainn zginął jakiś czas po Bitwie o Brązowego Byka po tym, jak rzucił swoją włócznią Gae Bulg w prześmiewcę i umarł bez niej.
W obu wersjach los bohatera – co jest typowe dla mitów celtyckich – został przypieczętowany, gdy złamał on ciążącą nad nim geasa. W przypadku Cúchulainna geasa obejmowała zarówno obowiązek przyjęcia każdego zaoferowanego mu posiłku, jak i zakaz spożywania psiego mięsa. Wrogowie zmusili go do złamania jednego z tych nakazów, składając mu zwykłą ofertę spożycia psiego mięsa. W ten sposób Cúchulainn został osłabiony duchowo przed walką, w której spotkała go śmierć.